# Монтес, Сесар
Се́сар Мо́нтес (исп. César Montes, настоящее имя — Хулио Сесар Масиас Майора (исп. Julio César Macías Mayora), род. 1942, Кесальтенанго, Гватемала) — гватемальский революционер, заместитель Луиса Турсиоса Лимы в Революционном движении 13 ноября, руководитель Повстанческих вооружённых сил, командир партизанского фронта Гуасапа во время гражданской войны в Сальвадоре. Ныне — правозащитник и помощник Ригоберты Менчу.

## Биография
Политически активен с подросткового возраста, когда был исключён из католической школы за выражение своего несогласия со свержением президента Хакобо Арбенса. В 1961 г. изучал право в Университете Сан-Карлоса, был арестован за участие в студенческой демонстрации. В 1962 г. вступил в молодёжную организацию коммунистической Гватемальской партии труда (ГПТ); с того же года — на Кубе, изучал медицину в Гаване.
Вернувшись в страну, принял участие в укреплении Революционного движения 13 ноября (MR-13), а позднее — в создании Повстанческих вооружённых сил (ПВС). В 1964—1965 годах в качестве командующего партизанским фронтом руководил партизанскими действиями в департаменте Сакапа. После гибели Луиса Турсиоса Лимы в 1966 году вошёл в руководство ПВС в качестве главнокомандующего, однако вскоре уступил этот пост Камило Санчесу, эмигрировав из страны. Тем временем ПВС, порвав с ГПТ 10 января 1968 года, объявили об объединении с MR-13.
В 1972 году с отрядом в 15 человек перешёл с территории Мексики в северную часть департамента Киче, где организовал Партизанскую армию бедняков, которой руководил до 1978 года. Из-за идеологических разногласий покинул гватемальские группы и с 1982 года сражался в Сальвадоре в рядах Фронта национального освобождения имени Фарабундо Марти в качестве командующего партизанским фронтом. С 1985 года оказывал помощь СФНО в борьбе с контрас в Никарагуа в качестве помощника командующего специальными войсками Министерства внутренних дел.
В 1996 году вернулся в Гватемалу для участия в мирных переговорах. В 2003, 2007 и 2011 годах безуспешно участвовал в парламентских выборах от Альянса новой нации (позже — Широкого Фронта, в который вошёл АНН) от департамента Сучитепекес.
В настоящее время является ведущим обозревателем в газете Siglo XXI. В своей книге La guerrilla fue mi camino («Партизанский путь») обобщил свой опыт в борьбе с партизанскими войсками в Центральной Америке.
9 октября 2020 года, несмотря на статус политического беженца (подал заявление о предоставлении убежища 19 ноября 2019 года), был арестован в Акапулько сотрудниками Интерпола, Генеральной прокуратуры, миграционной службы и военнослужащими Мексики и выдан Гватемале по обвинению в причастности к гибели военнослужащих в 2019 году.
Это вызвало протесты самой правительственной партии Мексики Движение национального возрождения, потребовавшей объяснений от собственного президента Андреса Мануэля Лопеса Обрадора.
Указывалось, что эта депортация нарушает традицию права на убежище, которой славилась Мексика, принимавшая большое количество политических беженцев — среди прочих, Льва Троцкого, испанских республиканцев и латиноамериканских оппозиционеров. Руководители партии совместно с рядом организаций и международных интеллектуалов (в числе которых социолог Йоран Терборн и писатель Пако Игнасио Тайбо II) подписали обращение к президенту Гватемалы, в котором назвали Монтеса политическим заключённым, высказали обеспокоенность его физической безопасностью и призвали к скорейшему освобождению.